# Patton Oswalt: Tragedy Plus Comedy Equals Time
Patton Oswalt: Tragedy Plus Comedy Equals Time es un especial de comedia stand-up de 2014 escrito e interpretado por Patton Oswalt y dirigido por Bobcat Goldthwait . La actuación fue grabada en Spreckels Theatre en San Diego, California .
Iba a ser lanzado el 16 de enero de 2014 a través del sitio web de transmisión de películas en línea Epix HD, pero la compañía lo rechazó por razones desconocidas. Sin embargo, se estrenó en Comedy Central el 6 de abril y estuvo disponible para su compra el 8 de abril en formato DVD y CD.

## Listado de pista
1. "My Fitness Future" – 3:41
2. "Florida" – 5:57
3. "I Am a Great Dad" – 4:45
4. "I Am an Awful Dad" – 5:04
5. "Adorable Racism" – 5:14
6. "Creative Depression" – 6:38
7. "Money and Pussy" – 2:42
8. "Sellout" – 10:52
9. "New Clothes" – 5:41
10. "My Prostitute" – 4:29
11. "Germany" – 5:14
12. "Epilogue: Orudis Blamphfortt" – 8:27